# Hikuwai River
Der Hikuwai River ist ein Fluss in der Region Gisborne auf der Nordinsel von Neuseeland.

## Geographie
Der Hikuwai River entsteht durch den vom Waiau River mit dem Mangarakai Stream, rund 1,6 km nordnordwestlich der kleinen Siedlung Hikuwai und rund 1,5 km nordwestlich des von Tokumaru Bay kommenden New Zealand State Highway 35. Von dort aus fließt der Fluss in zahlreichen Windungen, die teilweise vom State Highway gekreuzt werden, in Richtung Süden und bildet nach rund 30,5 km zusammen mit dem Mangatokerau River den Ūawa River.